# Championnats de France d'athlétisme 1956
Navigation
Championnats 1955 Championnats 1957
Les Championnats de France d'athlétisme 1956 ont eu lieu les 4 et 5 août 1956 au Stade Yves-du-Manoir de Colombes. 

## Palmarès
| Discipline        | Hommes          | Hommes          | Femmes                | Femmes       |
| ----------------- | --------------- | --------------- | --------------------- | ------------ |
| 100 m             | Alain David     | 10 s 9          | Catherine Capdevielle | 12 s 0       |
| 200 m             | Abdoulaye Seye  | 21 s 9          | Micheline Julitte     | 25 s 8       |
| 400 m             | Pierre Haarhoff | 48 s 3          | -                     | -            |
| 800 m             | René Djian      | 1 min 50 s 1    | Claude Laurent        | 2 min 16 s 0 |
| 1 500 m           | Michel Jazy     | 3 min 49 s 8    | -                     | -            |
| 5 000 m           | Alain Mimoun    | 14 min 35 s 0   | -                     | -            |
| 10 000 m          | Alain Mimoun    | 30 min 22 s 0   | -                     | -            |
| 80 m haies        | -               | -               | Marthe Djian          | 11 s 5       |
| 110 m haies       | Jacques Dohen   | 14 s 6          | -                     | -            |
| 400 m haies       | Guy Cury        | 53 s 7          | -                     | -            |
| 3 000 m steeple   | Julien Soucours | 9 min 13 s 4    | -                     | -            |
| 20 km marche      | Louis Chevalier | 1 h 33 min 30 s | -                     | -            |
| 50 km marche      | Albert Dufrenne | 4 h 43 min 26 s | -                     | -            |
| Saut en longueur  | Michel Vernus   | 6,90 m          | Marthe Djian          | 5,81 m       |
| Triple saut       | Eric Battista   | 15,05 m         | -                     | -            |
| Saut en hauteur   | Ousmane Lo      | 1,97 m          | Simone Peirone        | 1,56 m       |
| Saut à la perche  | Victor Sillon   | 4,15 m          | -                     | -            |
| Lancer du poids   | Raymond Thomas  | 15,91 m         | Marthe Bretelle       | 12,33 m      |
| Lancer du disque  | Pierre Alard    | 46,68 m         | Yvette Vintousky      | 39,71 m      |
| Lancer du marteau | Guy Husson      | 57,56 m         | -                     | -            |
| Lancer du javelot | Michel Macquet  | 72,53 m         | Evelyne Pinard        | 41,01 m      |